# Résolution 181 du Conseil de sécurité des Nations unies
Pour la résolution 181 de l'Assemblée générale de l'ONU en novembre 1947, voir Plan de partage de la Palestine.
Membres permanents
- Chine (Taïwan)
- États-Unis
- France
- Royaume-Uni
- URSS

Membres non permanents
- Brésil
- Ghana
- Maroc
- Norvège
- Philippines
- Venezuela

Résolution no 180 Résolution no 182
La Résolution 181  est une résolution du Conseil de sécurité des Nations unies adoptée le 7 août 1963, dans sa 1056e séance, concernant avec une accumulation d'armes par la République d'Afrique du Sud et craint que ces armes pourraient être utilisées pour favoriser le conflit racial dans ce pays. Le Conseil a appelé le gouvernement d'Afrique du Sud à abandonner sa politique d'apartheid, en tant que première demande par la résolution 134 de 1960, et a appelé tous les États à cesser volontairement la vente et l'expédition de tous les armes, munitions et autres équipements militaires au Sud Afrique.
Toutefois, la résolution a eu peu d'effet immédiat sur le comportement du régime en Afrique du Sud.

## Vote
La résolution est approuvée par 9 voix contre 0.

Les abstentions sont celles de la France et le Royaume-Uni.

## Texte
- Résolution 181 Sur fr.wikisource.org
- Résolution 181 Sur en.wikisource.org